# Джем (округ)
Джем (англ. Gem — «драгоценный камень») — округ в штате Айдахо. Административным центром является город Эмметт.

## История
Округ Джем был основан 15 марта 1915 года. Своё название он получил по прозвищу штата Айдахо: «Штат-самоцвет» (англ. Gem state). Первопроходцами по территории округа были трапперы в 1818 году, а также Александр Росс в 1824 году. В 1862 году, во время золотой лихорадки, землями округа прошли старатели и горняки.

## Население
По состоянию на июль 2008 года население округа составляло 15 513 человек. С 2003 года численность населения увеличилась на 4,63 %. Ниже приводится динамика численности населения округа.

## География
Округ Бонневилл располагается в юго-западной части штата Айдахо. Площадь округа составляет 1 465 км², из которых 8 км² (0,56 %) занято водой.
|        | Вашингтон | Адамс | Валли |  |
| Пейетт | север     | Бойсе |       |  |
| Пейетт | Джем      | Бойсе |       |  |
| Пейетт | юг        | Бойсе |       |  |
| Каньон | Эйда      |       |       |  |

### Дороги
- — SH-16
- — SH-52

### Достопримечательности и охраняемые природные зоны
- Бойсе (частично)